# Linie 2 (Metro Mailand)
Die Linie 2 (Linea Due auf Italienisch) ist eine U-Bahn-Linie in Mailand, Italien, die von der ATM als Teil der Mailänder Metro betrieben wird. Sie wird auch als Grüne Linie (Linea Verde auf Italienisch) bezeichnet, da sie durch grüne Schilder gekennzeichnet ist.
Die Strecke verläuft von den südlichen zu den nordöstlichen Stadtvierteln durch das Stadtzentrum und bedient das nordöstliche Stadtgebiet mit zwei verschiedenen Ästen. Die Linie ist 39,4 km lang und hat 35 Stationen. Die Linie 2 ist die längste Linie der Mailänder Metro und die einzige, die teilweise an der Oberfläche verläuft. Die Strecke nach Cologno Nord verläuft größtenteils auf Viadukten, während die Strecken nach Assago und Gessate ebenerdig verlaufen.
Die Strecke hat die südlichsten und östlichsten Bahnhöfe des Metro-Netzes (Assago Forum und Gessate).

## Geschichte

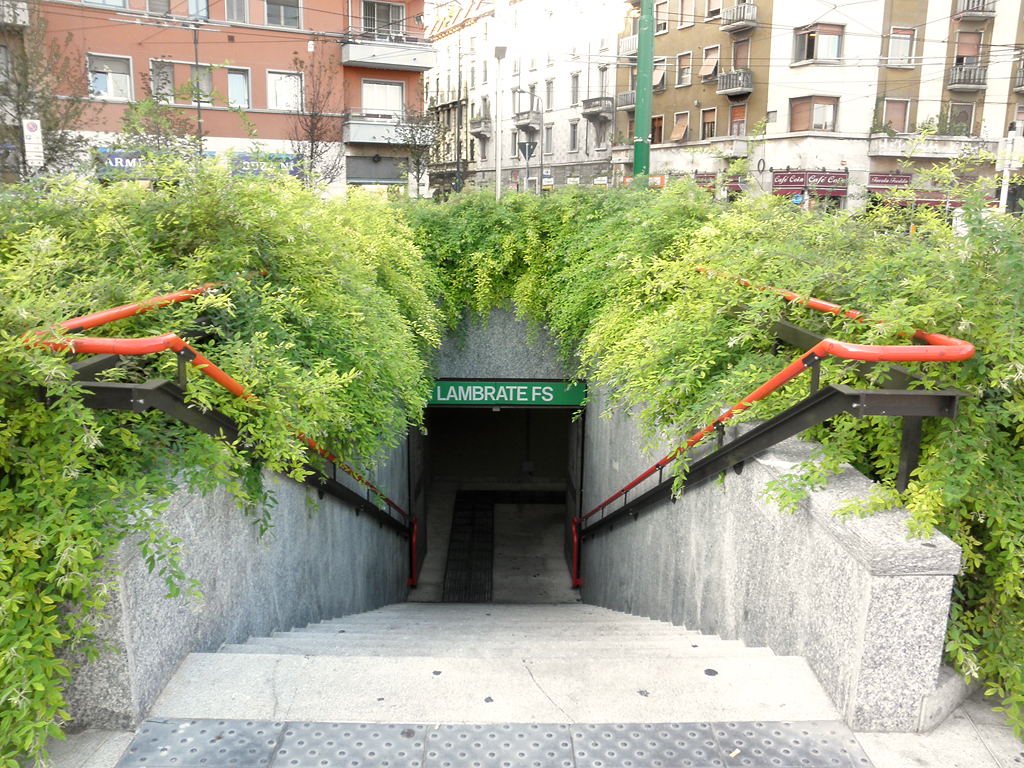
Der Eingang der Station Lambrate FS

Der erste Teil der Strecke, von Caiazzo nach Cascina Gobba, wurde im September 1969 eröffnet.
Die Überlandstrecken der Linie 2 wurden ursprünglich als Teil einer schnellen Straßenbahn, der Linee celeri dell'Adda („Adda-Schnellbahn“), gebaut, die 1968 von Cimiano bis Gorgonzola eröffnet wurde. Einige Jahre später, 1972, wurde der Abschnitt in die neu entstandene Metrolinie einbezogen. Derselbe Abschnitt wurde 1985 bis Gessate, der heutigen Endstation, verlängert.
Die 40,4 km lange Strecke mit 35 Stationen hat einen zentralen Abschnitt, der von Cascina Gobba nach Famagosta führt und sich an beiden Enden gabelt. Der nördliche Ast führt von Cologno Sud nach Cologno Nord, der nordöstliche Ast von Vimodrone nach Gessate, der südöstliche Ast besteht aus dem Bahnhof Abbiategrasso, der südliche Ast führt von Assago Milanofiori Nord nach Assago Milanofiori Forum.
| Stationsname             | Transfer | Lage       | Streckenteil                 | Inbetriebnahme     |
| ------------------------ | -------- | ---------- | ---------------------------- | ------------------ |
| Gessate                  |          | Oberfläche | Gessate-Ast                  | 13. April 1985     |
| Cascina Antonietta       |          | Oberfläche | Gessate-Ast                  | 13. April 1985     |
| Gorgonzola               |          | Oberfläche | Gessate-Ast                  | 4. Dezember 1972   |
| Villa Pompea             |          | Oberfläche | Gessate-Ast                  | 4. Dezember 1972   |
| Bussero                  |          | Oberfläche | Gessate-Ast                  | 4. Dezember 1972   |
| Cassina de’ Pecchi       |          | Oberfläche | Gessate-Ast                  | 4. Dezember 1972   |
| Villa Fiorita            |          | Oberfläche | Gessate-Ast                  | 4. Dezember 1972   |
| Cernusco sul Naviglio    |          | Oberfläche | Gessate-Ast                  | 4. Dezember 1972   |
| Cascina Burrona          |          | Oberfläche | Gessate-Ast                  | 4. Dezember 1972   |
| Vimodrone                |          | Oberfläche | Gessate-Ast                  | 4. Dezember 1972   |
| Cologno Nord             |          | Oberfläche | Cologno-Nord-Ast             | 7. Juni 1981       |
| Cologno Centro           |          | Oberfläche | Cologno-Nord-Ast             | 7. Juni 1981       |
| Cologno Sud              |          | Oberfläche | Cologno-Nord-Ast             | 7. Juni 1981       |
| Cascina Gobba            |          | Oberfläche | Hauptroute                   | 27. September 1969 |
| Crescenzago              |          | Oberfläche | Hauptroute                   | 27. September 1969 |
| Cimiano                  |          | Oberfläche | Hauptroute                   | 27. September 1969 |
| Udine                    |          | Tunnel     | Hauptroute                   | 27. September 1969 |
| Lambrate FS              |          | Tunnel     | Hauptroute                   | 27. September 1969 |
| Piola                    |          | Tunnel     | Hauptroute                   | 27. September 1969 |
| Loreto                   |          | Tunnel     | Hauptroute                   | 27. September 1969 |
| Caiazzo                  |          | Tunnel     | Hauptroute                   | 27. September 1969 |
| Centrale FS              |          | Tunnel     | Hauptroute                   | 27. April 1970     |
| Gioia                    |          | Tunnel     | Hauptroute                   | 12. Juli 1971      |
| Garibaldi FS             |          | Tunnel     | Hauptroute                   | 12. Juli 1971      |
| Moscova                  |          | Tunnel     | Hauptroute                   | 3. März 1978       |
| Lanza                    |          | Tunnel     | Hauptroute                   | 3. März 1978       |
| Cadorna FN               |          | Tunnel     | Hauptroute                   | 3. März 1978       |
| Sant’Ambrogio            |          | Tunnel     | Hauptroute                   | 30. Oktober 1983   |
| Sant’Agostino            |          | Tunnel     | Hauptroute                   | 30. Oktober 1983   |
| Porta Genova FS          |          | Tunnel     | Hauptroute                   | 30. Oktober 1983   |
| Romolo                   |          | Tunnel     | Hauptroute                   | 13. April 1985     |
| Famagosta                |          | Tunnel     | Hauptroute                   | 1. November 1994   |
| Piazza Abbiategrasso     |          | Tunnel     | Piazza-Abbiategrasso-Ast     | 17. März 2005      |
| Assago Milanofiori Nord  |          | Oberfläche | Assago-Milanofiori-Forum-Ast | 20. Februar 2011   |
| Assago Milanofiori Forum |          | Oberfläche | Assago-Milanofiori-Forum-Ast | 20. Februar 2011   |

## Rollmaterial
Auf der Linie sind zwei Zugtypen im Einsatz. Der erste Typ ist der ET245, der 1969 mit der Eröffnung der Strecke eingeführt wurde und der erste auf der Linie 2 eingesetzte Zug war. ET245 besteht aus Drei-Wagen-Garnituren mit Bo-Bo-Triebwagen an beiden Enden und einem Beiwagen dazwischen; normalerweise wurden zwei Garnituren zu einem Zug gekuppelt. Die Wagen dieser Serie gab es in zwei verschiedenen Versionen für den Stadt- und Vorortverkehr. Die erste hatte 8 Türen pro Wagen und normale Sitze, während die zweite mit nur 6 Türen pro Wagen und mehr Sitzen ausgestattet war. Die ursprünglichen ET245-Züge sind noch auf der Strecke im Einsatz. Einige von ihnen wurden in den letzten Jahren erneuert.
Der zweite in Betrieb befindliche Zugtyp ist der neue AnsaldoBreda-Zug Meneghino. Der erste Zug wurde im April 2009 eingeführt. Im Jahr 2015 folgte die Serie 3000 „Leonardo“, wobei die beiden neueren Serien gemeinsam alle anderen Fahrzeuge ersetzen, die bis 2020 ausgemustert werden sollen.
Ursprünglich wurde die Linie 2, da ihre eigenen Züge noch nicht fertig waren, provisorisch mit Zügen der Serie 100/200 betrieben, die von der Linie 1 übernommen wurden. Als die Züge der Serie 300/400 ab 1970 geliefert wurden, wurden die Züge der Serie 100/200 zurück auf die Linie 1 verlegt. Die dreitürigen Wagen der Serie 300/400 wurden zwischen 1970 und 1981 hergestellt. 1985 wurde die Serie 350 eingeführt, die eine verbesserte Version der früheren Serie 300 mit vier statt drei Türen war. Die Züge der Serie 350 wurden zwischen 1985 und 1991 in zwei Chargen hergestellt. 1987 wurde die Baureihe 500 eingeführt, die aus drei Versuchszügen bestand, mit denen die neuen GTO-VVVF-Umrichter getestet werden sollten, mit denen die Baureihe 8000 der Linie 3 ausgerüstet werden sollte.

## Erweiterung
Eine Verlängerung im Norden von Cologno nach Vimercate ist geplant.

## Biografie
- Giorgio Meregalli: Gli impianti ferroviari della linea 2 della metropolitana di Milano. In: Ingegneria Ferroviaria, Mai 1971, S. 469–492.
- Mailänder Metro-Karte
- Milan Metro in Figures